# A Grande Feira
A Grande Feira é um filme de drama brasileiro de 1961, dirigido por Roberto Pires .

## Elenco
- Geraldo Del Rey...Ronny, o sueco
- Helena Ignez...Ely
- Luíza Maranhão...Maria da Feira
- Antonio Pitanga...Chico Diabo (creditado como Antonio Sampaio)
- Milton Gaúcho...Ricardo
- Roberto Ferreira...Zazá
- David Singer...Filósofo
- Sante Scaldaferri...Investigador
- Roberto Pires...Neco
- Orlando Senna...frequentador do cabaré
- Antonio Patino...político
- Glauber Rocha...frequentador do cabaré
- Cuíca de Santo Amaro...ele mesmo [2]

## Sinopse
Em Salvador, os comerciantes da feira "Água dos Meninos"  estão inquietos com a tentativa do governo de mudá-los para outro local. Alguns tentam negociar, como o sindicalista Neco, enquanto outros querem partir para a violência. Alheio a isso, o marinheiro Ronny vai parar no hospital após ser ferido à navalha pela prostituta Maria da Feira. O amante dela, o bandido e assassino Chico Diabo, é perseguido pela polícia e decide explodir os depósitos de combustíveis localizados próximos da feira, como vingança.